# Antonio Carattoni
Antonio Carattoni (*  8. November 1945 in Sant’Agata Feltria) ist ein san-marinesischer Politiker.
Er war Mitglied des Verwaltungsrats von San Marino RTV und des Istituto di Credito Sammarinese.
2004 wurde er in den Vorstand des Partito dei Democratici gewählt. Der PdD schloss sich 2005 mit dem Partito Socialista Sammarinese zur Partito dei Socialisti e dei Democratici zusammen. Carattoni war Mitglied des Parteivorstandes und des Sekretariats des PSD.
Carattoni gehörte dem Consiglio Grande e Generale, dem Parlament von San Marino, von 1978 bis 1988 und von 1993 bis 1998 an. Von 1993 bis 1998 war er Beobachter beim Europarat und Vertreter San Marinos bei der OSZE 1998 kandidierte er auf der Liste des Partito Progressista Democratico Sammarinese I.M.-C.D., der 11 Sitze errang, verfehlte jedoch mit Platz 13 den Einzug ins Parlament. Bei der Wahl 2001 kandidierte er nicht. 2006 zog er als Nachrücker auf der Liste des Partito dei Socialisti e dei Democratici erneut ins Parlament ein.
Von 1983 bis 1986 war er Minister für Industrie und Handwerk. Für die Periode vom 1. Oktober 2006 bis 1. April 2007 wurde er gemeinsam mit Roberto Giorgetti zum Staatsoberhaupt von San Marino (Capitano Reggente) gewählt.
Carattoni ist verheiratet und Vater von zwei Kindern.